# Code talker

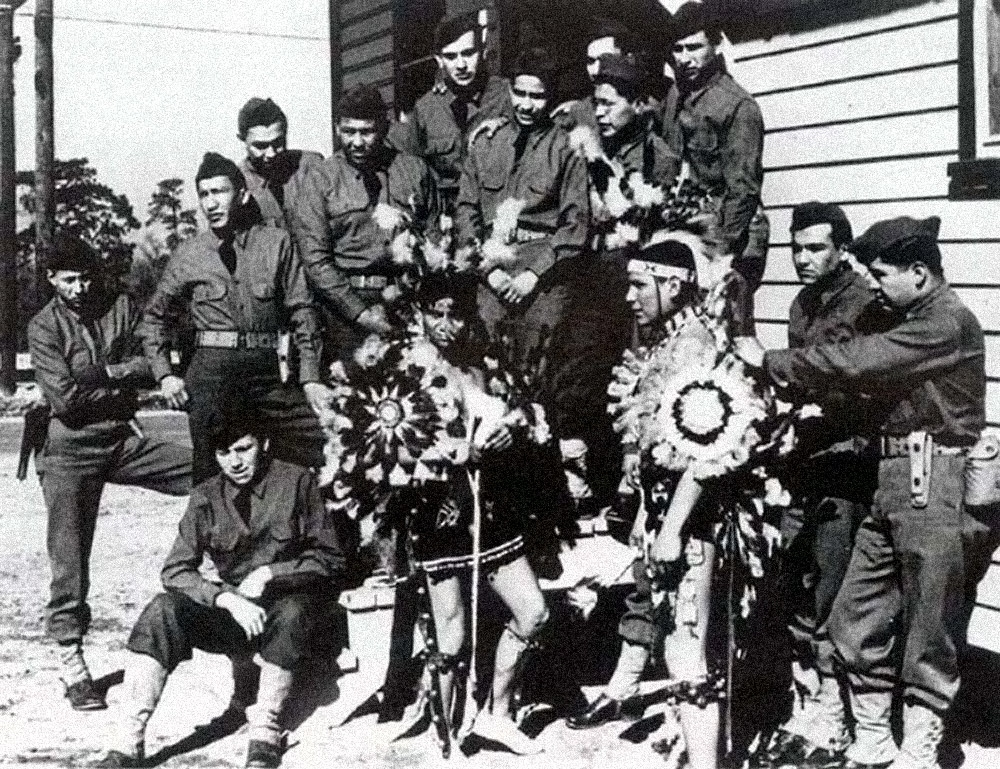
I Code Talker Comanche della 4ª Signal Company (presso lo U.S. Army Signal Center a Fort Gordon).

Code talker (in italiano: "parlante in codice") è un termine usato in lingua inglese per descrivere una persona che parla usando un linguaggio codificato. Esso è frequentemente usato per indicare i 400 nativi americani che prestarono servizio come Marines degli Stati Uniti, il cui lavoro principale era di trasmettere messaggi tattici segreti. I code talker trasmettevano questi messaggi attraverso reti telefoniche o radio, usando codici linguistici sviluppati sulle loro lingue native. Il loro servizio incrementò le comunicazioni in termini di velocità di cifratura su entrambe le sponde delle linee operative dei fronti della seconda guerra mondiale.
Il termine code talker è comunemente associato con gli speaker Navajo, reclutati specialmente durante la seconda guerra mondiale dai Marines per servire nella guerra del Pacifico. I code talker, tuttavia, ebbero come pionieri del loro campo gli indiani Choctaw che prestarono servizio nella prima guerra mondiale e che venivano chiamati Choctaw code talker.
Altri code talker appartenenti ad altre tribù di nativi furono impiegati dall'Esercito degli Stati Uniti durante la seconda guerra mondiale, inclusi i Cherokee, i Choctaw, i Lakota, i Mesquakie e i Comanche. Anche discendenti di immigrati appartenenti al popolo basco furono reclutati dai Marines come code talker nella seconda guerra mondiale, per operare in zone di guerra dove non ci si aspettava vi fossero individui in grado di capire la lingua basca.

## Cherokee
Il primo uso di nativi americani nell'esercito americano per trasmettere messaggi sotto il fuoco nemico si ebbe con un gruppo di truppe Cherokee, impiegate dalla 30ª Divisione di Fanteria che servì lungo il fronte britannico durante la seconda battaglia della Somme. Secondo l'ufficiale divisionale incaricato, essi presero servizio nel settembre 1918, sotto il comando britannico.

## Choctaw
Durante la prima guerra mondiale, il comandante di una compagnia dell'esercito americano, il capitano Lawrence, udì Solomon Louis e Mitchell Bobb conversare nella lingua Choctaw. Si mise così alla ricerca di altri uomini che parlassero quella lingua e nel suo battaglione ne trovò in totale otto. In realtà, ben quattordici soldati Choctaw, della 36ª Divisione di Fanteria, si addestrarono all'uso della loro lingua come un codice. Essi contribuirono alla vittoria dell'American Expeditionary Forces in diverse battaglie, durante l'offensiva della Mosa-Argonne in Francia, verso la fine della guerra. Appena 24 ore dopo che i talker Choctaw presero servizio come radio-operatori, la battaglia aveva cambiato corso e in meno di 72 ore i tedeschi furono fermati e gli alleati erano già in piena fase d'attacco.
Questi radio-operatori, oggi, sono conosciuti come Choctaw Code Talker.

## Comanche

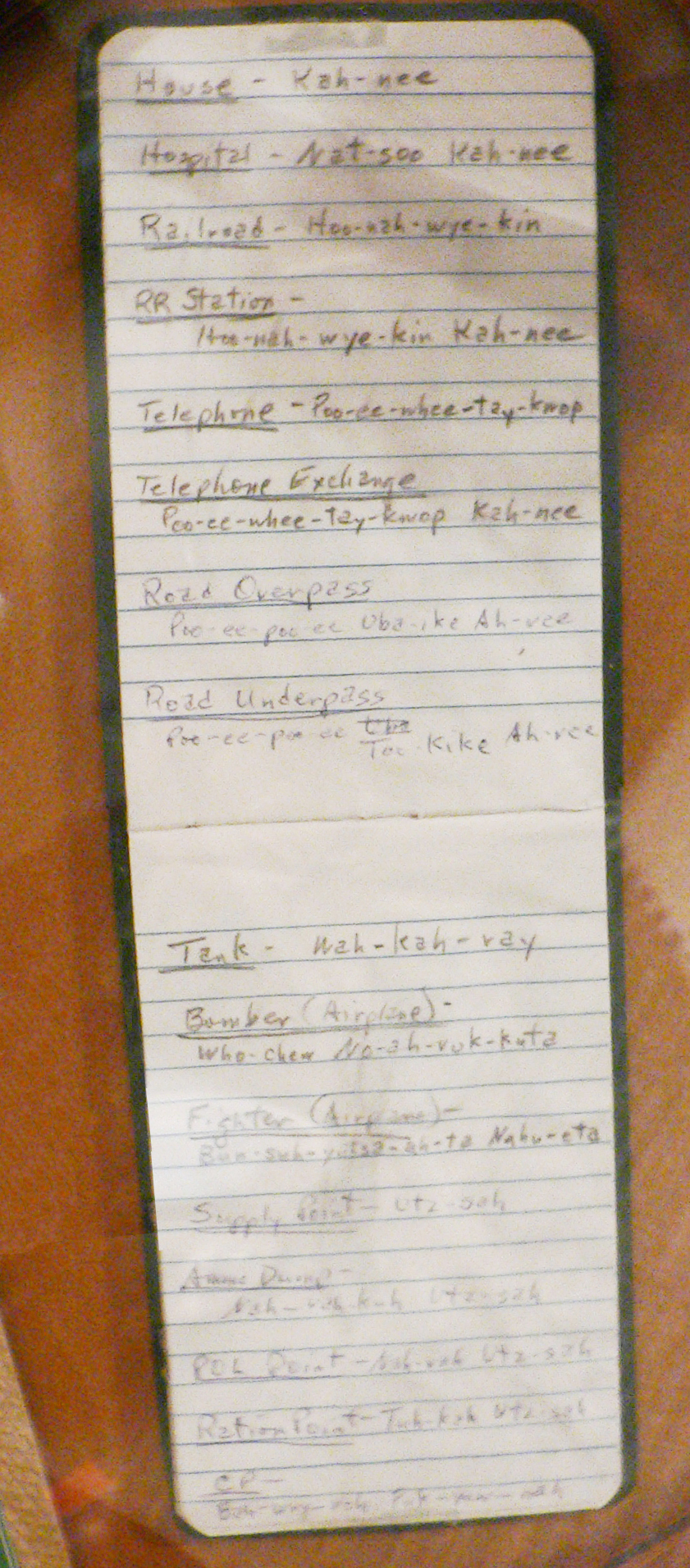
Il libro dei codici Comanche di Hugh F. Foster Jr.

Adolf Hitler era a conoscenza dell'uso fruttuoso dei code talker durante la prima guerra mondiale. Egli inviò un team di circa trenta antropologi per imparare la lingua dei Nativi d'America prima dello scoppio della seconda guerra mondiale. Tuttavia, fu molto difficile anche per loro imparare i molti linguaggi e dialetti esistenti. Proprio perché i nazisti si erano interessati a queste lingue, l'esercito americano non creò un programma di addestramento per code talker su vasta scala per il fronte europeo della guerra. Solo quattordici code talker Comanche presero parte allo sbarco in Normandia e servirono nella 4ª Divisione di Fanteria, sempre sul fronte europeo. I Comanche della 4ª Signal Company compilarono un vocabolario di più di 100 termini in codice, usando parole o frasi del loro stesso linguaggio. Usando un metodo sostitutivo simile a quello usato dai Navajo, la parola Comanche per identificare, per esempio, un carro armato era una "tartaruga", un bombardiere era un "aeroplano in gravidanza", una mitragliatrice veniva chiamata "macchina da cucire" mentre Adolf Hitler era il "pazzo uomo bianco".
Due code talker Comanche erano assegnati ad ogni reggimento, il resto al quartier generale della 4ª Divisione. Poco dopo lo sbarco ad Utah Beach, il 6 giugno 1944, i Comanche cominciarono a trasmettere messaggi. Qualcuno di loro rimase ferito ma nessuno morì.
Nel 1989, il governo francese premiò i code talker Comanche, nominandoli cavalieri dell'Ordine nazionale al merito. Il 30 novembre 1999, il Dipartimento della Difesa degli Stati Uniti consegnò a Charles Chibitty il premio Thomas Knowlton.

## Mesquakie
I Mesquakie usarono il loro linguaggio in codice contro i tedeschi in Nordafrica. 27 Mesquakie, dei quali il 16% dell'Iowa, si arruolarono nell'esercito nel gennaio 1941.

## Baschi
Il capitano Frank D. Carranza ideò l'uso della lingua dei Baschi come codice, nel maggio 1942 dopo un incontro di 60 Marines di discendenza basca in una base a San Francisco. Il suo superiore fu però giustamente cauto. C'erano trentacinque Gesuiti ad Hiroshima, guidati da Pedro Arrupe. In Cina e nelle Filippine, vi erano colonie di giocatori baschi di Jai alai e vi erano sostenitori della Falange spagnola in Asia. I code talker baschi furono perciò tolti da questi fronti di guerra e furono inizialmente impiegati, in prova, per trasmettere informazioni logistiche fra le isole Hawaii e l'Australia.
Il 1º agosto 1942, i tenenti Nemesio Aguirre, Fernández Bakaicoa e Juanna ricevettero un messaggio codificato nel loro codice da San Diego, da parte dell'ammiraglio Chester Nimitz, il quale li avvertiva dell'imminente inizio dell'operazione Apple (l'operazione Mela), il cui scopo era impossessarsi delle isole Salomone, fino ad allora in mani giapponesi. Essi inoltre furono impiegati per trasmettere l'ordine di inizio della campagna di Guadalcanal, il 7 agosto. Con il proseguimento della guerra nel Pacifico, al codice basco fu preferito quello dei Navajo.

## Navajo
| Alfabeto (inglese) | Parola in codice (inglese) | Parola in codice (Navajo) | Pronuncia odierna |
| ------------------ | -------------------------- | ------------------------- | ----------------- |
| A                  | Ant                        | Wol-la-chee               | Wóláchííʼ         |
| B                  | Bear                       | Shush                     | Shash             |
| C                  | Cat                        | Moashi                    | Mósí              |
| D                  | Deer                       | Be                        | Bįįh              |
| E                  | Elk                        | Dzeh                      | Dzeeh             |
| F                  | Fox                        | Ma-e                      | Mąʼii             |
| G                  | Goat                       | Klizzie                   | Tłʼízí            |
| H                  | Horse                      | Lin                       | Łį́į́ʼ              |
| I                  | Ice                        | Tkin                      | Tin               |
| J                  | Jackass                    | Tkele-cho-gi              | Téliichoʼí        |
| K                  | Kid                        | Klizzie-yazzi             | Tłʼízí yázhí      |
| L                  | Lamb                       | Dibeh-yazzi               | Dibé yázhí        |
| M                  | Mouse                      | Na-as-tso-si              | Naʼastsʼǫǫsí      |
| N                  | Nut                        | Nesh-chee                 | Neeshchʼííʼ       |
| O                  | Owl                        | Ne-ash-jsn                | Néʼéshjaaʼ        |
| P                  | Pig                        | Bi-sodih                  | Bisóodi           |
| Q                  | Quiver                     | Ca-yeilth                 | kʼaaʼ yeiłtįįh    |
| R                  | Rabbit                     | Gah                       | Gah               |
| S                  | Sheep                      | Dibeh                     | Dibé              |
| T                  | Turkey                     | Than-zie                  | Tązhii            |
| U                  | Ute                        | No-da-ih                  | Nóódaʼí           |
| V                  | Victor                     | a-keh-di-glini            | Akʼehdidlíní      |
| W                  | Weasel                     | Gloe-ih                   | Dlǫ́ʼii            |
| X                  | Cross                      | Al-an-as-dzoh             | Ałnáʼázdzoh       |
| Y                  | Yucca                      | Tsah-as-zih               | Tsáʼásziʼ         |
| Z                  | Zinc                       | Besh-do-gliz              | Béésh dootłʼizh   |

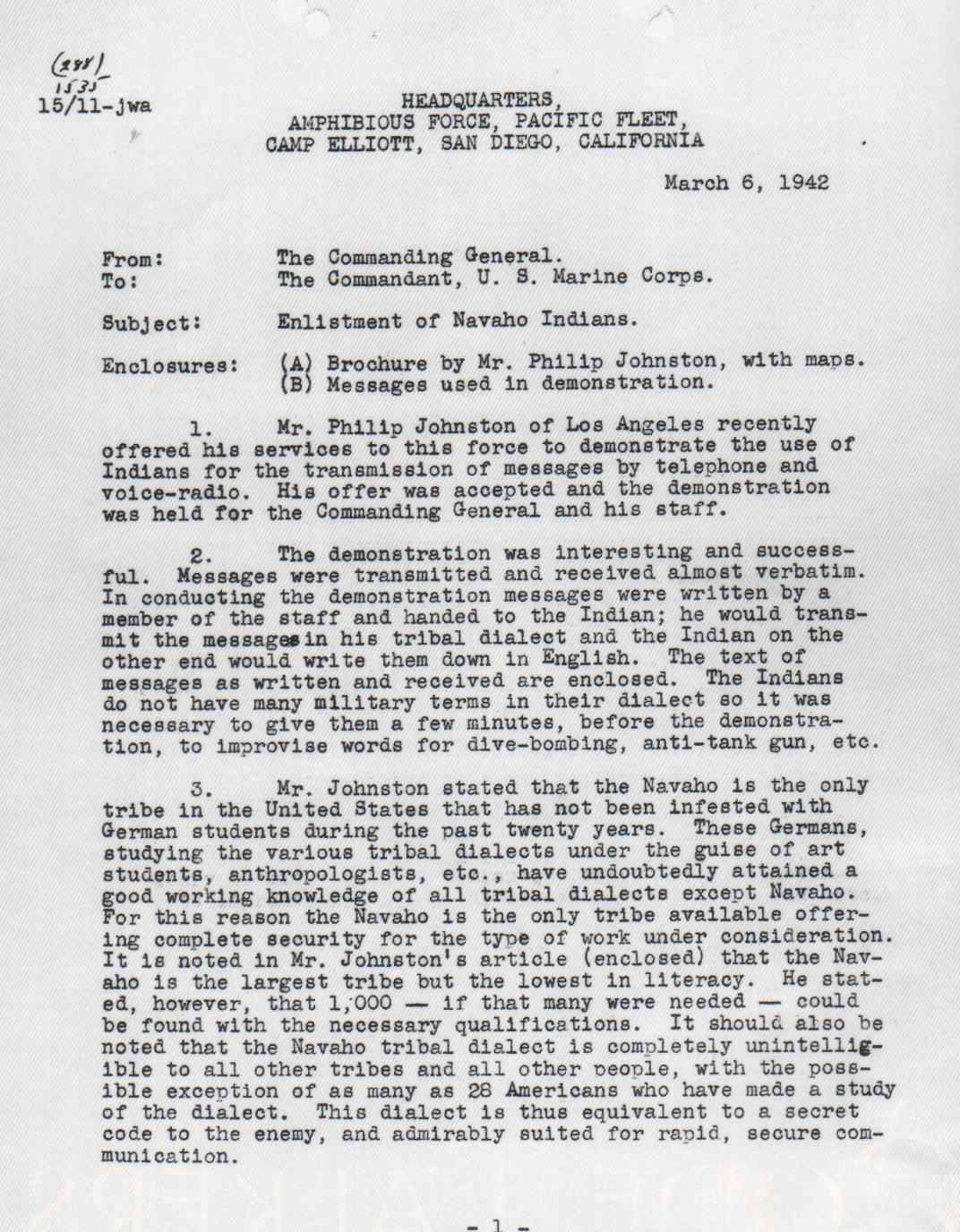
Prima pagina di una lettera Navajo di raccomandazione, 1942

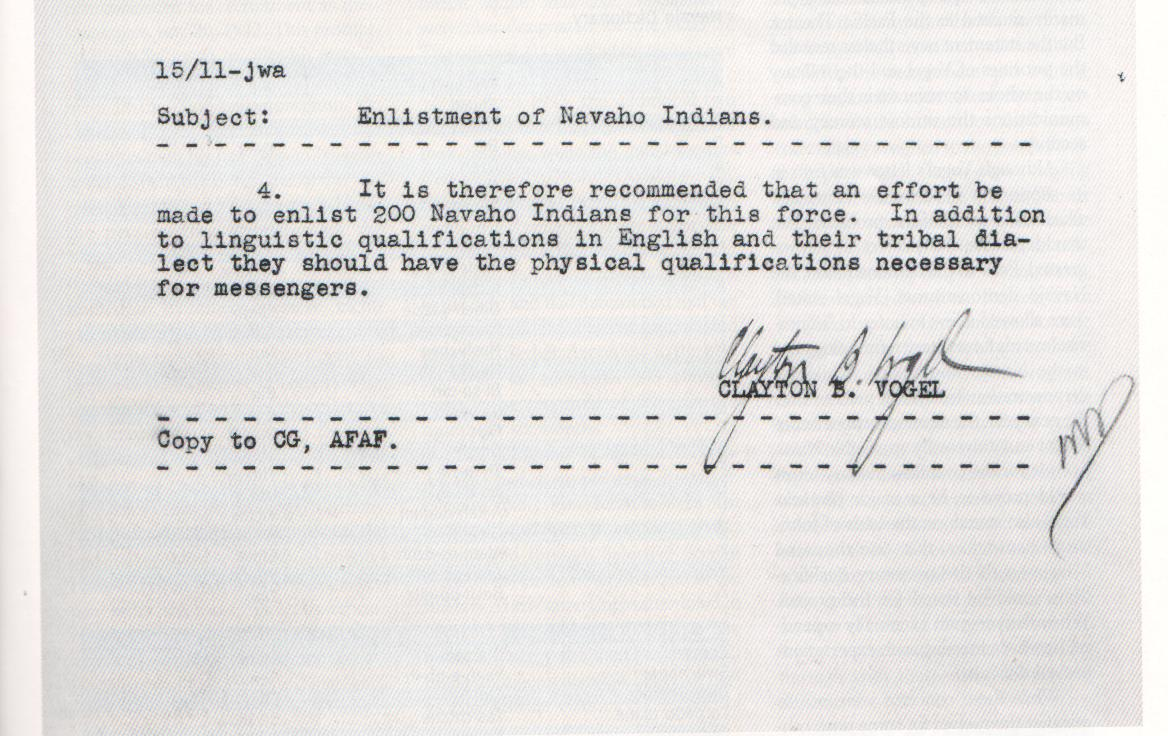
Seconda pagina della lettera di raccomandazione

Philip Johnston propose ai Marines degli Stati Uniti di usare la lingua navajo, all'inizio della seconda guerra mondiale. Johnston, veterano della prima guerra mondiale, era cresciuto nella riserva Navajo come figlio di un missionario e fu uno dei pochi non-Navajo a parlare correttamente la loro lingua.
Dato che la lingua Navajo possiede una grammatica molto complessa, non si riesce ad avere una mutua intelligibilità con nessun'altra lingua, nemmeno con gli altri idiomi della famiglia Na-Dené, senza contare che la lingua Navajo, oggi, è praticamente solo una lingua orale. In questo senso Johnston riconobbe nei Navajo la soluzione alla richiesta dei militari di trovare un codice indecifrabile.
La lingua Navajo viene parlata solo nelle terre Navajo del sud-ovest degli Stati Uniti e la sua sintassi e la qualità dei toni, per tacere dei dialetti, fanno di essa una lingua non comprensibile ad alcuno senza un'esposizione prolungata ed un insegnamento della lingua stessa. Una stima indica che allo scoppio della seconda guerra mondiale poco più di 30 non-Navajo, nessuno di essi giapponese, potevano comprendere la lingua Navajo.
All'inizio del 1942, Johnston incontrò il maggior generale Clayton B. Vogel, il comandante generale dei Corpi Anfibi, della Flotta del Pacifico statunitense, con il suo staff. Johnston fece dei test simulando delle condizioni di battaglia che dimostrarono che i Navajo potevano cifrare, trasmettere e decifrare un messaggio di tre righe, in inglese, in appena 20 secondi, contro i 30 minuti richiesti da una macchina dell'epoca.
Il generale Vogel accettò di reclutare 200 Navajo nei Marines. I primi 29 reclutati erano già in addestramento nel maggio 1942. Il primo gruppo di Navajo creò il codice Navajo, presso Camp Pendleton, Oceanside (California). Il codice Navajo fu ufficialmente sviluppato e modellato secondo il "Joint Army/Navy Phonetic Alphabet", precursore dell'alfabeto fonetico NATO, che associava alle lettere dell'alfabeto inglese a delle parole in lingua inglese.
Come è stato dimostrato, a fare lo spelling a voce di tutti i termini, lettera per lettera, si impiega troppo tempo, così furono usate parole identificative per alcuni termini, concetti, tattiche e strumenti della guerra moderna (come "patata" per le bombe a mano o "tartaruga" per i mezzi corazzati). Alcune di queste parole entrarono a far parte del vocabolario dei Marines e sono comunemente usate ancora oggi per riferirsi agli oggetti a cui fanno riferimento.
Un libro di codice fu sviluppato per insegnare le parole e i concetti fondamentali alle nuove reclute. Il testo era usato solamente dagli allievi e non era mai portato sul campo di battaglia. I code talker memorizzavano tutti questi termini e facevano pratica per usarli rapidamente sotto condizioni stressanti durante l'addestramento. Un individuo non addestrato all'uso del codice non poteva avere idea del significato dei messaggi anche se conosceva la lingua Navajo, egli sentiva solo stringhe troncate e disgiunte di sostantivi e verbi singolarmente e non relazionati tra loro.

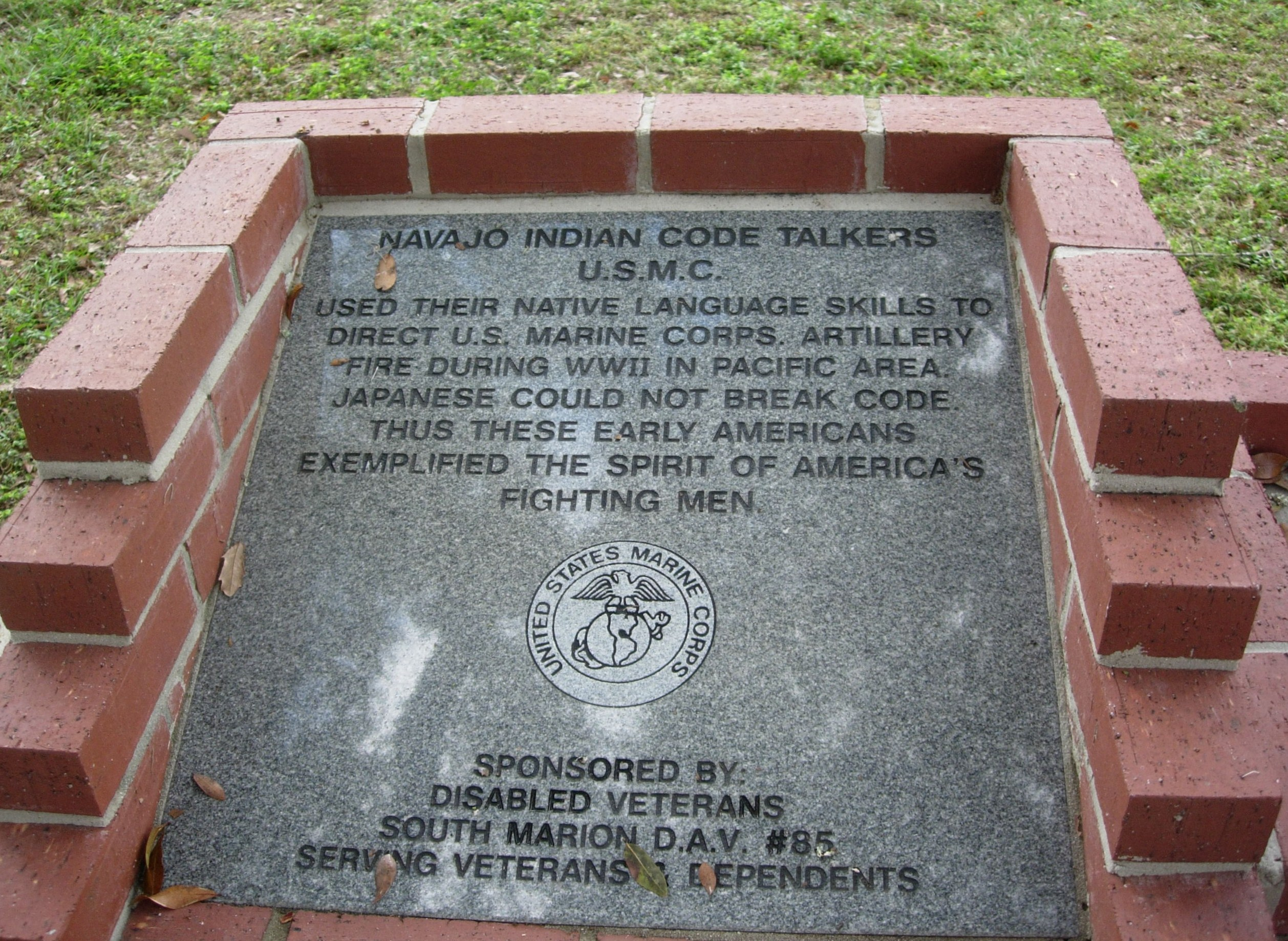
Monumento ai Code Talker ad Ocala, Contea di Marion (Florida), nel Memorial Park.

I code talker Navajo furono elogiati per la loro abilità, velocità e precisione maturati durante tutta la guerra. Nella battaglia di Iwo Jima, il maggiore Howard Connor, ufficiale alle trasmissioni della 5ª Divisione Marine, aveva sei code talker Navajo al suo comando per tutto il tempo, durante i primi due giorni di battaglia. Questi sei inviarono e ricevettero 800 messaggi, tutti senza errori. Connor, in seguito, affermò: "Se non fosse stato per i Navajo, i Marines non avrebbero mai conquistato Iwo Jima."
Con il proseguire della guerra, altre parole in codice furono aggiunte e il programma d'addestramento fu esteso. In altre circostanze, parole informali in codice furono usate per particolari campagne militari e non vennero diffuse su tutti i fronti. Per assicurarsi un consistente uso delle terminologie in codice lungo il fronte del Pacifico, una rappresentanza dei code talker di ciascuna delle divisioni dei Marines si incontrò nelle Hawaii per discutere i cambiamenti al codice, come incorporare nuovi termini e aggiornare il libro del codice. Ogni rappresentativa insegnò ogni variazione ai code talker non presenti al meeting. Per esempio, la parola Navajo per l'uccello "poiana" veniva usata per identificare il bombardiere mentre la parola Navajo per identificare il "sottomarino", letteralmente, significava "pesce di ferro".
L'impiego dei code talker Navajo continuò per tutta la guerra di Corea e dopo, quando fu messa da parte nei primi anni della guerra del Vietnam.

## Riconoscimento post-bellico
I code talker non ricevettero riconoscimenti fino alla declassificazione delle informazioni militari, nel 1968. Nel 1982, ai code talker fu dato un Certificato di Riconoscimento da parte del Presidente degli Stati Uniti Ronald Reagan che rinominò, inoltre, il 14 agosto 1982 come il "Giorno dei Code Talker Navajo" ("Navajo Code Talkers Day").
Il 21 dicembre 2000, il Congresso degli Stati Uniti approvò, e il Presidente Bill Clinton firmò, la Public Law 106-554, 114 Statute 2763, che premiò con la Congressional Gold Medal 29 code talker Navajo della seconda guerra mondiale. Nel luglio 2001, il Presidente George W. Bush consegnò personalmente la Medaglia a quattro code talker sopravvissuti fino a quell'estate (un quinto code talker sopravvissuto non fu in grado di partecipare), in una cerimonia tenuta sotto la cupola del Campidoglio. La medaglia d'oro fu consegnata anche ai familiari dei 24 code talker non più in vita.
Il 17 settembre 2007, 18 code talker Choctaw furono premiati postumi, con la Texas Medal of Valor dall'Aiutante Generale di Stato del Texas per il loro servizio reso durante la prima guerra mondiale. Il 13 dicembre 2007, l'H.R. 4544, il Code Talker Recognition Act (Atto di Riconoscimento dei Code Talker), fu introdotto nella Camera dei Rappresentanti (la Camera dei deputati americana). Questo Atto riconobbe il servizio reso da ogni code talker che servì nell'esercito statunitense, assegnando per tutti una Medaglia d'oro del Congresso e per ciascuno una medaglia d'argento, inclusi anche 8 Mesquakie.

## Cultura di massa
- Il film del 2002 Windtalkers è basata sulla storia dei veri code talker Navajo che servirono nei Marines durante la seconda guerra mondiale. Il film fu criticato per aver rappresentato il personaggio Navajo con un ruolo secondario e non come il vero protagonista del film.[21] La trama del film venne sviluppata attorno a delle "guardie del corpo" bianche dei code talker, a cui venne ordinato di ucciderli se fossero finiti in mani giapponesi.[22] Fu inoltre a lungo criticato per l'uso di stereotipi di nativo americano ed est asiatico.[23]
- Il film del 1959 Sacro e profano vedeva Charles Bronson nei panni del sergente John Danforth, un code talker Navajo.
- Il romanzo storico Code Talker racconta la storia di un gruppo di Navajo che servì nei Marines sul fronte del Pacifico durante la seconda guerra mondiale.
- Nel videogioco del 2015 Metal Gear solid V: The Phantom Pain è presente il personaggio Code Talker, che è appunto un ex Code Talker parlante la lingua navajo, l'unica lingua che non attira i parassiti che si incontrano durante lo svolgimento della trama.